# Antonio Cunial
Pour les articles homonymes, voir Cunial.
Antonio Cunial, né à Possagno en Italie le 6 septembre 1915 et mort à Lourdes le 10 août 1982, est un évêque italien du XXe siècle. 

## Biographie
Il fut ordonné prêtre pour le diocèse de Trévise le 9 juillet 1939, dix ans après l'ordination de son cousin Ettore Cunial qui sera archevêque titulaire de Soteropolis (de).
Le 21 mars 1963, il est nommé évêque de Lucera puis, le 9 mars 1970, il est transféré sur le siège de Vittorio Veneto où il a été le premier successeur d'Albino Luciani qui avait été transféré au patriarcat de Venise et qui devint plus tard pape sous le nom de Jean-Paul Ier.
Il est décédé le 10 août 1982 à l'âge de 67 ans pendant qu'il était en pèlerinage à Lourdes.